# Siphelele Ntshangase
Siphelele Ntshangase (sinh ngày 11 tháng 5 năm 1993) là một cầu thủ bóng đá người Nam Phi thi đấu ở vị trí tiền vệ cho đội bóng tại Premier Soccer League Kaizer Chiefs F.C và đội tuyển quốc gia Nam Phi.

## Sự nghiệp quốc tế

### Bàn thắng quốc tế
Tỉ số và kết quả liệt kê bàn thắng của Nam Phi trước.
| #  | Ngày                | Địa điểm                                        | Đối thủ   | Tỉ số | Kết quả | Giải đấu                                     |
| -- | ------------------- | ----------------------------------------------- | --------- | ----- | ------- | -------------------------------------------- |
| 1. | 20 tháng 6 năm 2015 | Sân vận động Dobsonville, Johannesburg, Nam Phi | Mauritius | 2–0   | 3–0     | Vòng loại Giải vô địch bóng đá châu Phi 2016 |
| 2. | 20 tháng 6 năm 2015 | Sân vận động Dobsonville, Johannesburg, Nam Phi | Mauritius | 3–0   | 3–0     | Vòng loại Giải vô địch bóng đá châu Phi 2016 |

## Danh hiệu
Black Leopards
Á quân
- National First Division: 2013–14